# Pavone Canavese
Pavone Canavese – miejscowość i gmina we Włoszech, w regionie Piemont, w prowincji Turyn.
Według danych na rok 2004 gminę zamieszkiwało 3781 osób, 343,7 os./km².